# Czarny Lew 777
Czarny Lew 777 (cz. Černý lev 777) – czechosłowacka organizacja antykomunistyczna w latach powojennych.
Organizacja została założona pod koniec 1948 r., po przejęciu władzy przez komunistów w lutym tego roku, przez Jiří Řezáča i Jarosłava Sirotka. Główną rolę odgrywał J. Řezáč. Pochodzili oni z katolickich rodzin. Liczyli, że USA wyzwolą Czechosłowację z komunizmu. Pierwszą przeprowadzoną akcją było przecięcie linii elektrycznej w kwietniu 1949 r. w rejonie wsi Nechvalice, gdzie była zakładana spółdzielnia rolnicza (kolektywne gospodarstwo rolnicze). Wkrótce do organizacji wstąpili Bohumil Šíma, który wszedł w skład kierownictwa, Josef Novák i Jiří Dolista. Ogółem organizacja liczyła jedynie 7 osób. Nazwano ją Czarny Lew 777. Kolejna akcja miała już poważniejszy charakter. J. Řezáč i J. Sirotek ostrzelali z jadącego motocykla działacza komunistycznego Stanislava Čiháka, aby go zastraszyć. 3 lipca tego roku wrzucono 2 granaty do siedziby sekretariatu Komunistycznej Partii Czechosłowacji (KSČ) w Sedlčanach. Budynek został zdemolowany, ale nikt nie został ranny. W nocy z 13 na 14 kwietnia 1950 r. członkowie organizacji wysadzili w powietrze sekretariat  KSČ w Milevsku, zabijając funkcjonariusza Korpusu Bezpieczeństwa Narodowego Josefa Skopovego.
Po tej akcji kierownictwo organizacji podjęło próby nawiązania kontaktu z Zachodem. Jednocześnie czechosłowackie służby bezpieczeństwa StB zintensyfikowały poszukiwania członków Czarnego Lwa 777, w związku z czym organizacja musiała ograniczyć swoją działalność. Po pewnym czasie wszyscy 3 przywódcy organizacji zostali zmobilizowani do armii, co doprowadziło do czasowego zawieszenia jej działalności. Po zdemobilizowaniu w 1954 r. wznowili akcje. Na święto 1 Maja J. Sirotek i B. Šíma powypisywali hasła antykomunistyczne między wsiami Milevsko i Petrovice. Latem tego roku doszło do aresztowań członków organizacji. Po procesie J. Řezáč, J. Sirotek i B. Šíma zostali skazani w październiku na karę śmierci, wykonaną 10 lutego 1955 r. w Pradze. Pozostałych członków Czarnego Lwa 777 skazano na dożywocie lub długoletnie więzienie.